# Berezhok (tourelle)

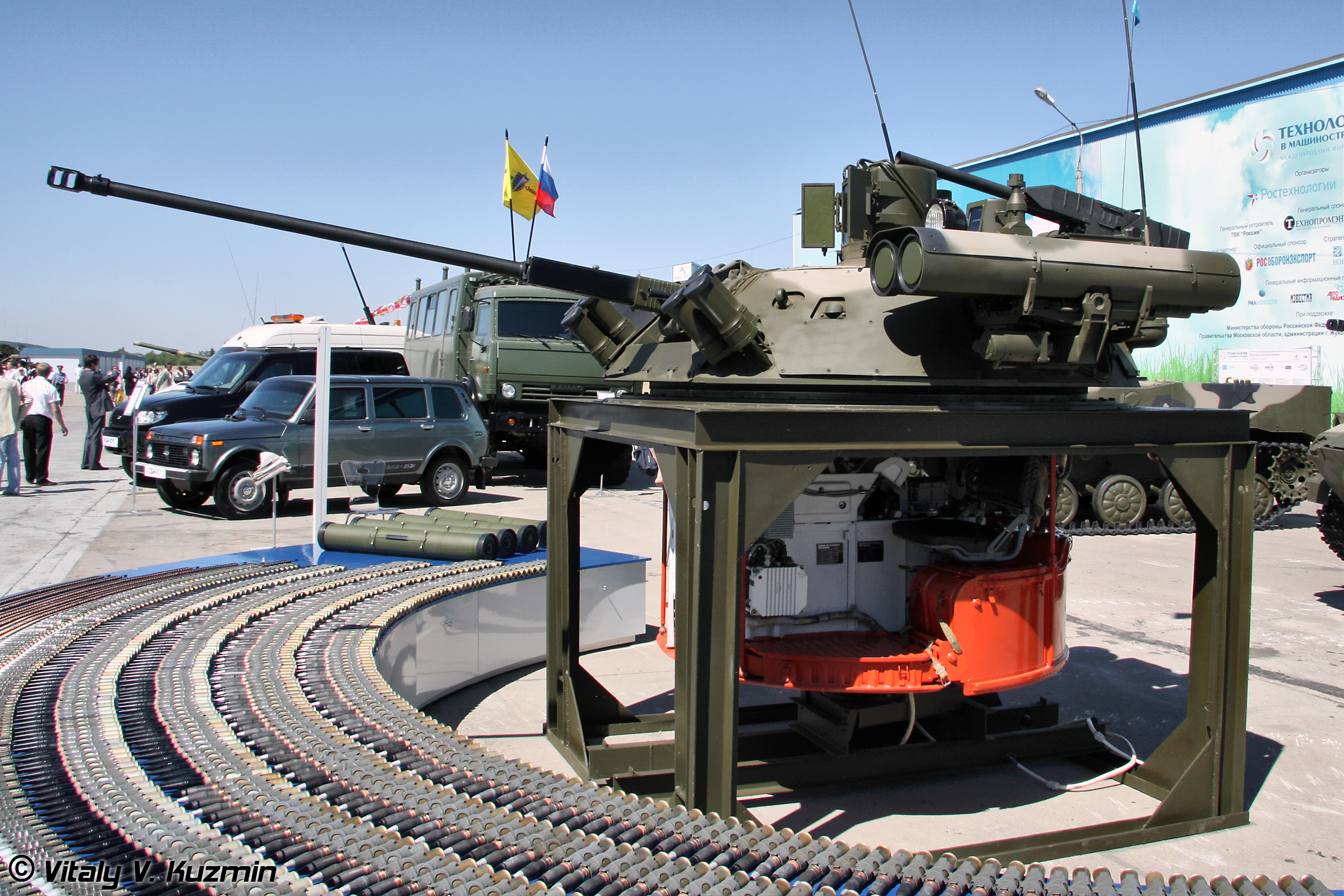
Module Berezhok au forum international "Technologies in Mechanical Engineering 2010"

Berezhok (B05Y01) est un tourelleau téléopéré russe (tourelle avec complexe d'armes et système de conduite de tir) pour véhicule de combat, conçu pour moderniser les blindés légers, tels que BMP-1, BMP-2, ainsi que pour équiper les véhicules blindés de productions nationale et étrangère tels que BMP, BTR et BMD-2. Il est possible d'installer le module sur des chars obsolètes pour les transformer en véhicule de soutien d'infanterie lourd comme le BMPT Terminator.

## Développement
La tourelle a été développée par le KBP Instrument Design Bureau dans les années 2005, Kurganmashzavod (en) a été chargé de l'installation de la tourelle. Le module Berezhok est une amélioration assez simple : soit l'ajout à une tourelle de BMP-2, de quatre ATGM, de caméras et d'un lance-grenades automatique. Longtemps, les forces armées algériennes ont été les seules à utiliser la version améliorée du BMP-2M avec une commande de 360 BMP-2M modifiés en 2005,,.
La Russie a mis beaucoup plus de temps à intégrer le module : le contrat n'a été signé qu'en 2017 et portait sur la modernisation de 540 véhicules ; les forces armées russes ont reçu un premier lot d'essai de 16 véhicules en 2018.
Ainsi améliorés, les véhicules de combat d'infanterie peuvent tirer depuis le sol ou l'eau à tout moment de la journée. Cependant, le poids de certains véhicules, comme les BMP, augmente notablement, ce qui suggère un changement de moteurs, et par exemple, dans le cas de moteurs de 300 ch, il est proposé d'installer un moteur de 400 ch.
Pour moderniser sa flotte de chars T-62 en fin de vie, l'Algérie a décidé de recourir à la tourelle Berezhok. Le canon de 115 mm une fois retiré, ainsi que sa tourelle, son poids est passé à 30 t.

## Composition

### Armement
- Canon automatique de 30 mm 2A42 avec 500 cartouches[6]
- Lance-grenades automatique AGS-17 de 30 mm à l'arrière de la tourelle (300 coups)
- Mitrailleuse PKT de 7,62 mm (2 000 coups)
- Lance missiles antichars guidées (4 ATGM Kornet )[7]

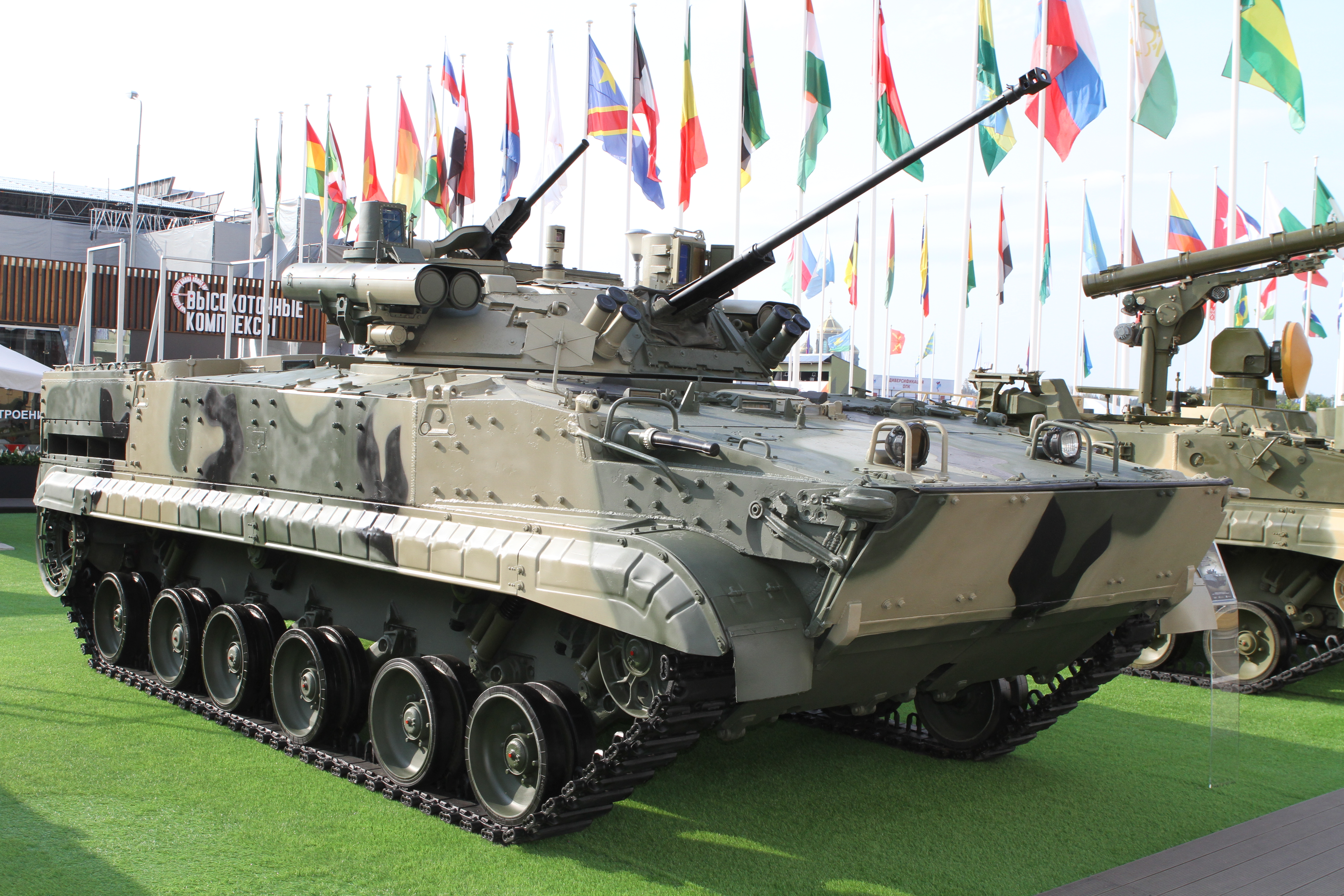
BMP-3 avec le module B05YA01 "Berezhok" au Forum militaire international pour l'Armée-2021.

- Lance fumigène

## Caractéristiques
Un simulateur numérique a été developpé pour l'entraînement du personnel. Le simulateur de combat BMP-2 modernisé est conçu pour former les artilleurs, les opérateurs et les commandants du BMP-2, il comprend un système d'armes avec un système de conduite de tir et des armes guidées Kornet-E pour s'entrainer aux méthodes de tir basique.

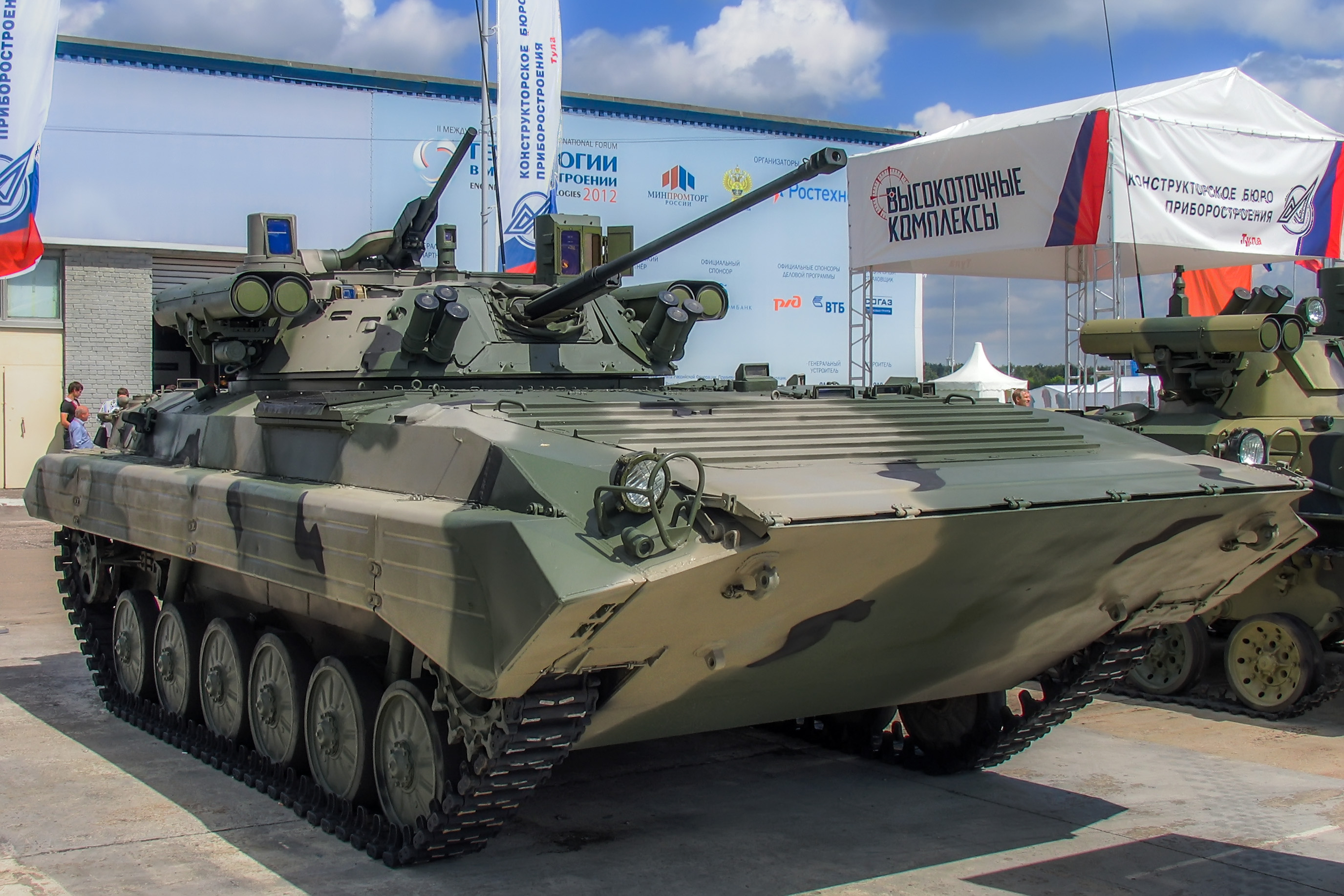
BMP-2M avec le module Berezhok au forum "Technologies en génie mécanique -2012".

Les perspectives d'utilisation de la version modernisée de l'équipement se sont considérablement élargies en raison de l'augmentation de la puissance de feu (nouveau système de conduite de tir et ATGM). En comparaison avec la version de base du BMP, le véhicule a reçu les améliorations suivantes :
- Viseur jour/nuit thermique
- Stabilisateur d'armes
- Suivi automatique de la cible
- augmentation de la cadence de tir des ATGM
- augmentation de la portée de détection et d’identification des cibles
- efficacité accrue des tirs antiaériens[8]

## Évaluation
Le complexe a été reconnu comme une bonne option de modernisation des BMP-2. Le nouveau système de conduite de tir, le viseur panoramique et thermique permettent d'effectuer des missions de combat dans toutes les conditions météorologiques et à toute heure de la journée, ce qui augmente l'efficacité au combat des unités de fusiliers motorisés.
Certaines formations russes ont reçu des véhicules de combat modernisés, parmi lesquels : la 2e division de fusiliers motorisés de la Garde, la 90e division de chars de la Garde, les brigades de fusiliers motorisés des régions d'Orenbourg et de Kemerovo et la 201e base militaire située au Tadjikistan.

## Littérature
- A.V. Parkhomenko, V. Yu. Gumelev, Description technique et mode d'emploi des véhicules de combat d'infanterie.
- Véhicules de combat d'infanterie BMP-1, BMP-2 et BMP-3 (« Fosse commune d'infanterie » ou super-arme) Suvorov Sergueï Viktorovitch.